# Metropolia Brisbane
Metropolia Brisbane – metropolia Kościoła rzymskokatolickiego w Australii, o granicach pokrywających się ze stanem Queensland. Powstała 10 maja 1887. Na jej czele stoi arcybiskup metropolita Brisbane, którym od 2012 jest Mark Coleridge. Najważniejszą świątynią metropolii jest Katedra św. Szczepana w Brisbane.